# Ondo
Pour les articles homonymes, voir Ondo (homonymie).
Ondo est une ville de l'État d'Ondo au Nigeria.
C'est un royaume traditionnel. Son roi porte le titre d'Osemawe. Le titulaire actuel est le Dr Adesimbo Victor Kiladejo (en).
Ondo est la deuxième ville la plus peuplée de l'État d'Ondo après la capitale Akure. Elle est le centre commercial de la région environnante. Ses agriculteurs produisent de l'igname, manioc et les céréales. Le coton est aussi cultivé et est utilisé pour tisser un tissu appelé aso oke qui est un pagne traditionnel de cette localité. Le gouvernement travail en collaboration avec les agriculteurs de ondo pour plus d'équilibre alimentaire.

## Personnalités
- King Sunny Adé, chanteur, considéré comme le roi de la musique Jùjú.
- Adewale Akinnuoye-Agbaje né en 1967, un acteur Anglais né des parents yoruba.
- Mo Abudu, philanthrope.